# Джерело Ютурни
Джерело Ютурни (лат. Lacus Iuturnae) — колись джерело і вівтар присвячені Ютурні на римському форумі, біля підніжжя Палатина в Римі.
Джерело отримав назву від імені латинської німфи Ютурни, а вода вважалася цілющою. За легендою, Кастор і Поллукс напоїли своїх коней в цьому джерелі, коли принесли звістку про перемогу над етрусками у  496 році до н. е. до Риму. Джерело і храм Діоскурів становили одне ціле.
11 січня святкувався давньоримський свято — ютурналії на честь німфи.